# Sécheresse de 1921
La sécheresse de 1921 est un épisode de sécheresse qui a touché l'ensemble des régions tempérées de l'hémisphère Nord entre l'automne 1920 et le début du printemps 1922. En Russie, la sécheresse provoque la famine soviétique de 1921-1922. L'Europe (Angleterre, France) et les États-Unis sont également touchés. Dans la région parisienne et le Dauphiné, les précipitations de l'année 1921 ont été inférieures à la moitié des valeurs normales. À Paris, il ne tombe que 267 mm dans l'année, ce qui en fait l'année la plus sèche du XXe siècle, loin devant 1976 avec 440 mm. Entre le 22 mai et le 11 juillet, il ne pleut que 2 millimètres. Cette sécheresse s'accompagne d'un ensoleillement de 2 314 heures à Paris contre une moyenne de 1 650 heures[réf. nécessaire].

## Températures
Le 28 juin 1921, la ville de Carpentras, dans le Vaucluse, a enregistré une température maximale de 44,1 degrés Celsius, ce qui reste l'une des températures les plus élevées jamais enregistrées en France.
Paris a également connu une canicule intense en 1921. Le 28 juin, la température maximale à Paris a atteint 40,4 degrés Celsius.
D'autres régions du sud de la France ont également connu des températures élevées, avec des valeurs dépassant fréquemment les 40 degrés Celsius.
Il est important de noter que ces températures élevées étaient exceptionnelles pour l'époque et ont contribué à la sécheresse sévère qui a touché la France en 1921.